# 纳塔利娅·博耶娃
纳塔利娅·德米特里耶芙娜·博耶娃（羅馬化：Natal'ya Dmitriyevna Boyeva；1951年12月26日—）是俄罗斯政治人物，第七届国家杜马议员。
1970年至1974年，她在卡涅夫斯基糖厂担任实验助理。1974年至1981年，她在卡涅夫斯基区人民代表委员会执行委员会区域规划委员会担任经济学家。1981年，她毕业于罗斯托夫国民经济学院。
1982年至1991年，她担任区执行委员会副主任、计委主任。2012年，她担任克拉斯诺达尔边疆区立法议会议员。2016年，她当选为第七届国家杜马议员。在杜马里，她成为土地问题委员会成员。